# Vertrag von Kruschwitz
Der Vertrag von Kruschwitz, auch Kruschwitzer Vertrag, wurde am 16. Juni 1230 zwischen dem polnischen Herzog Konrad von Masowien und dem Hochmeister des Deutschen Ordens Hermann von Salza in Kruschwitz geschlossen. Nach diesem Vertrag übertrug der Herzog dem Deutschen Orden das Kulmerland. Des Weiteren erkannte Konrad die Unabhängigkeit des Ordensstaates und die Herrschaft des Deutschen Ordens über alles Land an, das dieser jenseits der Grenzen von Polen erobern würde. Von polnischer Seite wurde diese „Schenkung“ durch Konrad allerdings immer nur als die Übertragung eines Lehens angesehen.
Eine Originalurkunde des Vertrages ist nicht erhalten. In der Geschichtswissenschaft war daher umstritten, ob der Vertrag tatsächlich so geschlossen wurde. Der deutsche Historiker Max Perlbach hatte 1873 die Echtheit bestritten; ihm folgte weitgehend die polnische Geschichtswissenschaft. Seit 1980 gilt Perlbachs These als widerlegt.
Hermann von Salza ließ sich von Kaiser Friedrich II. in der Goldenen Bulle von Rimini von 1226 (tatsächliches Ausstellungsdatum ist nach neueren Forschungen wohl erst 1235) und von Papst Gregor IX. in der Bulle von Rieti von 1234 bestätigen, dass diejenigen Teile des Prußenlandes, die von den Deutschordensrittern erobert und missioniert würden, an den Orden fallen sollten.
Das Kulmerland wurde zum Ausgangspunkt für die Gründung des Deutschordensstaats.